# Греко-римская борьба на летних Олимпийских играх 1968 — до 78 кг
Соревнования по греко-римской борьбе в рамках Олимпийских игр 1968 года в полусреднем весе (до 78 килограммов) прошли в Мехико с 23 по 26 октября 1968 года в «Ice Rink of the Insurgents».
Турнир проводился по системе с начислением штрафных баллов.
- 0 штрафных очков в случае чистой победы или дисквалификации противника, а также неявки;
- 0,5 штрафных очка в случае победы ввиду явного технического превосходства (на восемь и более баллов);
- 1 штрафное очко в случае победы по баллам (с разницей менее восьми баллов);
- 2 штрафных очка в случае результативной ничьей;
- 2,5 штрафных очка в случае безрезультатной ничьей (пассивной ничьей);
- 3 штрафных очка в случае поражения по баллам (с разницей менее восьми баллов);
- 3,5 штрафных очка в случае поражения ввиду явного технического превосходства соперника (на восемь и более баллов);
- 4 штрафных очка в случае чистого поражения или дисквалификации а также неявки.

Трое оставшихся борцов выходили в финал, где проводили встречи между собой. Встречи между финалистами, состоявшиеся в предварительных схватках, шли в зачёт. Схватка по регламенту турнира продолжалась 9 минут в три трёхминутных периода, в партер ставили менее активного борца. Мог быть назначен овертайм.
В полусреднем весе боролись 22 участника. Абсолютным и неоспоримым фаворитом перед Олимпийскими играми выглядел Виктор Игуменов, чемпион мира 1966 и 1967 годов, и по большому счёту, у него было равноценного конкурента. В категории выступали также чемпион мира, но по вольной борьбе Даниэль Робен (уже завоевавший «серебро» на этих играх по вольной борьбе), бронзовый призёр игр 1960 года Йон Цэрану, вице-чемпион мира Рудольф Веспер, но задача Игуменова совсем не выглядела невыполнимой. Однако в третьем круге Игуменов сенсационно оказался на лопатках во встрече c Харальдом Барли, максимальным достижением которого было 6 место на чемпионате Европы. Игуменов это объясняет самонадеянностью и тренерской ошибкой
Турнирный расклад оказался тоже необычным. После пятого круга в турнире остались три борца: Веспер, Робен и венгерский борец Карой Байко, то есть началась финальная часть турнира. Но оказалось, что все они между собой уже встречались, и не было необходимости проведения финальных встреч. Веспер, победив Робена и сведя вничью встречу с Байко, стал первым, Робен, проиграв Весперу и победив Байко, вторым, а Байко с ничьей и поражением — третьим.

## Призовые места
- Рудольф Веспер (GDR)
- Даниэль Робен (FRA)
- Карой Байко (HUN)

## Первый круг
| Штрафных баллов | Участник 1            | Результат               | Участник 2              | Штрафных баллов |
| --------------- | --------------------- | ----------------------- | ----------------------- | --------------- |
| 2,5             | Адам Островский (POL) | Ничья                   | Димитриос Саввас (GRE)  | 2,5             |
| 0,5             | Милан Ненадич (YUG)   | За явным превосходством | Ларри Лайден (USA)      | 3,5             |
| 0               | Ян Керстрём (SWE)     | Туше (1:40)             | Джимми Мартинетти (SUI) | 4               |
| 1               | Сирри Акар (TUR)      | По очкам                | Харальд Барли (NOR)     | 3               |
| 1               | Виктор Игуменов (URS) | По очкам                | Мефоди Зарев (BUL)      | 3               |
| 0               | Йон Цэрану (ROU)      | Дисквалификация         | Брайан Хеффель (CAN)    | 4               |
| 1               | Франц Бергер (AUT)    | По очкам                | Петер Неттековен (FRG)  | 3               |
| 1               | Махмуд Бала (SYR)     | По очкам                | Тосиро Тасиро (JPN)     | 3               |
| 0               | Даниэль Робен (FRA)   | Туше (2:04)             | Уэсли О'Брайен (AUS)¹   | 4               |
| 0               | Карой Байко (HUN)     | Травма                  | Пентти Сало (FIN)²      | 4               |
| 0               | Рудольф Веспер (GDR)  | Туше (2:05)             | Даниэль Альба (MEX)     | 4               |

¹ Снялся с соревнований

² Снялся с соревнований

## Второй круг
| Штрафных баллов | Участник 1             | Результат               | Участник 2              | Штрафных баллов |
| --------------- | ---------------------- | ----------------------- | ----------------------- | --------------- |
| 3,5             | Димитриос Саввас (GRE) | По очкам                | Ларри Лайден (USA)      | 7,5             |
| 3,5             | Адам Островский (POL)  | По очкам                | Милан Ненадич (YUG)     | 3,5             |
| 4               | Харальд Барли (NOR)    | По очкам                | Джимми Мартинетти (SUI) | 8               |
| 3,5             | Сирри Акар (TUR)       | Ничья                   | Ян Керстрём (SWE)       | 2,5             |
| 2               | Виктор Игуменов (URS)  | По очкам                | Йон Цэрану (ROU)        | 3               |
| 3               | Мефоди Зарев (BUL)     | Туше (1:25)             | Брайан Хеффель (CAN)    | 8               |
| 4               | Петер Неттековен (FRG) | По очкам                | Махмуд Бала (SYR)¹      | 4               |
| 1,5             | Франц Бергер (AUT)     | За явным превосходством | Тосиро Тасиро (JPN)     | 7,5             |
| 1               | Рудольф Веспер (GDR)   | По очкам                | Даниэль Робен (FRA)     | 3               |
| 0               | Карой Байко (HUN)      | Туше (1:06)             | Даниэль Альба (MEX)     | 8               |

¹ Снялся с соревнований

## Третий круг
| Штрафных баллов | Участник 1          | Результат       | Участник 2             | Штрафных баллов |
| --------------- | ------------------- | --------------- | ---------------------- | --------------- |
| 4,5             | Милан Ненадич (YUG) | Дисквалификация | Димитриос Саввас (GRE) | 6,5             |
| 3,5             | Ян Керстрём (SWE)   | По очкам        | Адам Островский (POL)  | 6,5             |
| 4               | Харальд Барли (NOR) | Туше (1:39)     | Виктор Игуменов (URS)  | 6               |
| 4               | Мефоди Зарев (BUL)  | По очкам        | Сирри Акар (TUR)       | 6,5             |
| 3               | Йон Цэрану (ROU)    | Туше (6:07)     | Петер Неттековен (FRG) | 8               |
| 4               | Даниэль Робен (FRA) | По очкам        | Франц Бергер (AUT)     | 4,5             |
| 2,5             | Карой Байко (HUN)   | Ничья           | Рудольф Веспер (GDR)   | 3,5             |

## Четвёртый круг
| Штрафных баллов | Участник 1           | Результат | Участник 2          | Штрафных баллов |
| --------------- | -------------------- | --------- | ------------------- | --------------- |
| 7               | Милан Ненадич (YUG)  | Ничья     | Ян Керстрём (SWE)   | 6               |
| 5               | Мефоди Зарев (BUL)   | По очкам  | Харальд Барли (NOR) | 7               |
| 5,5             | Йон Цэрану (ROU)     | Ничья     | Франц Бергер (AUT)  | 7               |
| 5               | Даниэль Робен (FRA)  | По очкам  | Карой Байко (HUN)   | 5,5             |
| 3,5             | Рудольф Веспер (GDR) | Пропускал |                     |                 |

## Пятый круг
| Штрафных баллов | Участник 1           | Результат    | Участник 2         | Штрафных баллов |
| --------------- | -------------------- | ------------ | ------------------ | --------------- |
| 4,5             | Рудольф Веспер (GDR) | По очкам     | Мефоди Зарев (BUL) | 8               |
| 5               | Даниэль Робен (FRA)  | Туше (10:01) | Йон Цэрану (ROU)   | 9,5             |
| 5,5             | Карой Байко (HUN)    | Пропускал    |                    |                 |